# Gorysz
Gorysz (Peucedanum L.) – rodzaj roślin z rodziny selerowatych. Obejmuje 74 gatunki w tradycyjnym, szerokim ujęciu, ew. tylko 7 w przypadku wąskiego ujęcia. Rośliny te występują niemal w całej Europie i Azji, poza tym w północno-zachodniej Afryce. Do flory Polski należy 5 gatunków: gorysz alzacki P. alsaticum, gorysz błotny P. palustre, gorysz miarz P. ostruthium, gorysz pagórkowy P. oreoselinum i gorysz siny P. cervaria. Liczne gatunki wykorzystywane są jako rośliny lecznicze.

## Morfologia
PokrójWysokie byliny, zwykle nagie.
LiścieKilkukrotnie pierzaste albo 1–4-krotnie trójdzielne, z listkami nitkowatymi do równowąskich, rzadziej lancetowatymi.
KwiatyZebrane w baldaszki, a te w baldach złożony. Pokryw brak lub są nieliczne, pokrywki równowąskie, często odgięte. Ząbki kielicha drobne, często niewidoczne. Płatki korony białe, żółtawe, zielonawe lub czerwonawe. Na szczycie mają wąski koniec zagięty do środka kwiatu lub są wycięte.
OwoceOkrągławe lub eliptycznie rozłupki, spłaszczone grzbietowo, z trzema słabo wypukłymi żebrami grzbietowymi i dwoma skrzydlastymi żebrami brzeżnymi.

## Systematyka
Pozycja systematyczna
Rodzaj z plemienia Selineae z podrodziny Apioideae, rodziny selerowatych Apiaceae z rzędu selerowców Apiales. Duża część gatunków wyodrębniana bywa w osobne rodzaje, m.in.: Imperatoria, Oreoselinum, Cervaria, Taeniopetalum, Kitagawia.
Wykaz gatunków (w szerokim ujęciu rodzaju)
- Peucedanum adae Woronow
- Peucedanum akaliniae Akpulat, Gürdal & Tuncay
- Peucedanum alpinum (Sieber ex Schult.) B.L.Burtt & P.H.Davis
- Peucedanum alsaticum L. – gorysz alzacki
- Peucedanum ampliatum K.T.Fu
- Peucedanum anamallayense C.B.Clarke
- Peucedanum austriacum (Jacq.) W.D.J.Koch
- Peucedanum autumnale (J.Thiébaut) Bernardi
- Peucedanum belutschistanic um H.Wolff
- Peucedanum cervaria (L.) Lapeyr. – gorysz siny
- Peucedanum cervariifolium C.A.Mey.
- Peucedanum ceylanicum Gardner
- Peucedanum chujaense K.Kim, S.H.Oh, Chan S.Kim & C.W.Park
- Peucedanum cordatum Balf.f.
- Peucedanum coreanum Nakai
- Peucedanum coriaceum Rchb.
- Peucedanum dehradunense Babu
- Peucedanum dhana Buch.-Ham. ex C.B.Clarke
- Peucedanum dielsianum Fedde ex H.Wolff
- Peucedanum gabrielae R.Frey
- Peucedanum gallicum Latourr.
- Peucedanum guangxiense R.H.Shan & M.L.Sheh
- Peucedanum guvenianum Yildirim & H.Duman
- Peucedanum harry-smithii Fedde ex H.Wolff
- Peucedanum henryi H.Wolff
- Peucedanum hispanicum (Boiss.) Endl.
- Peucedanum hyrcanicum H.Gholiz., Naqinezhad & Mozaff.
- Peucedanum insolens Kitag.
- Peucedanum japonicum Thunb.
- Peucedanum lancifolium Lange
- Peucedanum latifolium (M.Bieb.) DC.
- Peucedanum ledebourielloid es K.T.Fu
- Peucedanum longeradiatum (Maxim.) T.Yamaz.
- Peucedanum longshengense R.H.Shan & M.L.Sheh
- Peucedanum lowei (Coss.) Menezes
- Peucedanum mashanense R.H.Shan & M.L.Sheh
- Peucedanum medicum Dunn
- Peucedanum morisonii Besser ex Schult.
- Peucedanum muliense M.L.Sheh
- Peucedanum multivittatum Maxim.
- Peucedanum nagpurense (C.B.Clarke) Prain
- Peucedanum nanum R.H.Shan & M.L.Sheh
- Peucedanum nepalense P.K.Mukh.
- Peucedanum officinale L. – gorysz lekarski
- Peucedanum oreoselinum (L.) Moench – gorysz pagórkowy
- Peucedanum ostruthium (L.) W.D.J.Koch – gorysz miarz
- Peucedanum ozhatayiorum Akpulat & Akalin
- Peucedanum palustre (L.) Moench – gorysz błotny
- Peucedanum parkinsonii Fedde ex H.Wolff
- Peucedanum pimenovii Mozaff.
- Peucedanum puberulum (Turcz.) Turcz. ex Schischk.
- Peucedanum pubescens Hand.-Mazz.
- Peucedanum rablense (Wulfen) W.D.J.Koch
- Peucedanum rochelianum Heuff.
- Peucedanum ruthenicum M.Bieb. – gorysz ruski[8]
- Peucedanum sandwicense Hillebr.
- Peucedanum shanianum F.L.Chen & Y.F.Deng
- Peucedanum siamicum Craib
- Peucedanum songpanense R.H.Shan & F.T.Pu
- Peucedanum tauricum M.Bieb.
- Peucedanum translucens Rech.f.
- Peucedanum vaginatum Ledeb.
- Peucedanum venetum (Spreng.) W.D.J.Koch
- Peucedanum verticillare (L.) W.D.J.Koch ex DC.
- Peucedanum violaceum R.H.Shan & M.L.Sheh
- Peucedanum vogelianum Emb. & Maire
- Peucedanum vourinense (Leute) Hartvig
- Peucedanum wawrae (H.Wolff) S.W.Su ex M.L.Sheh
- Peucedanum winkleri H.Wolff
- Peucedanum wulongense R.H.Shan & M.L.Sheh
- Peucedanum yunnanense H.Wolff
- Peucedanum zedelmeierianum  Manden.